# Rue Santos-Dumont (Paris)
Pour les articles homonymes, voir Rue Santos-Dumont.
La rue Santos-Dumont est une voie du 15e arrondissement de Paris.

## Situation et accès
Les dernières maisons de cette rue, du côté des numéros pairs, ont toutes été conçues selon la même architecture. C'est dans deux de ces maisons, aux nos 42 et 46, qu'a vécu Georges Brassens. La rue se prolonge, après le no 32, par la villa Santos-Dumont,.

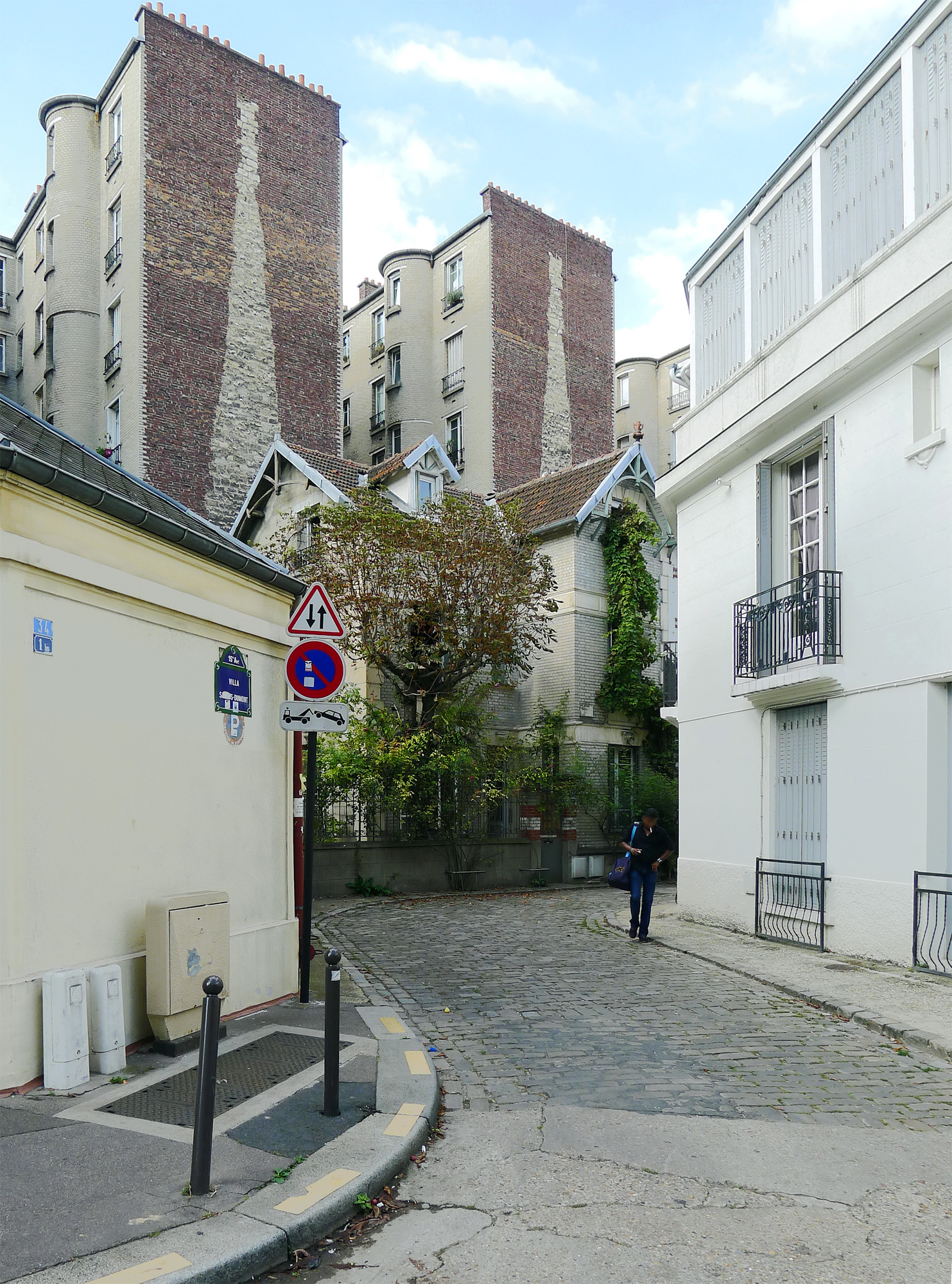
L'entrée de la villa Santos-Dumont.
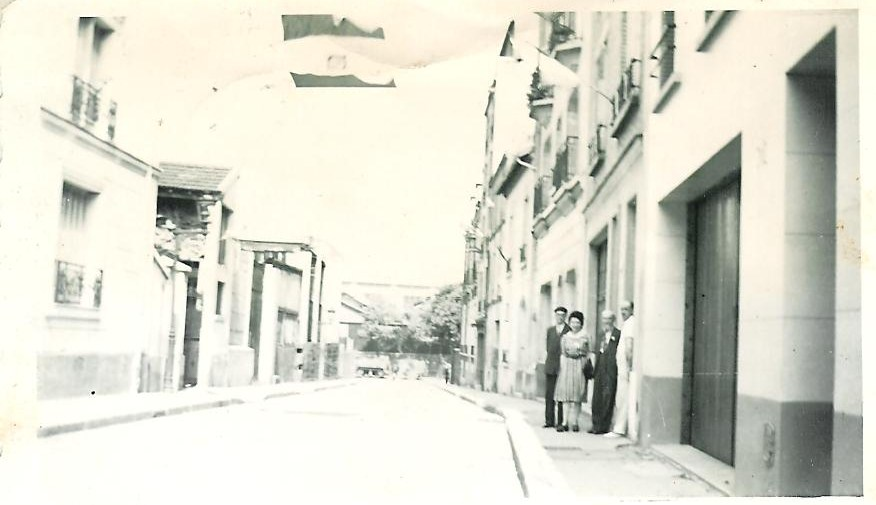
La rue Santos-Dumont, au début des années 1940.

## Origine du nom
Elle porte le nom du pionnier brésilien de l'aviation Alberto Santos-Dumont (1873-1932).

## Historique
La voie est classée dans la voirie de Paris en 1932 sous le nom de « boulevard Chauvelot » et prend sa dénomination actuelle l'année suivante.

## Bâtiments remarquables et lieux de mémoire
- Hôpital de jour Santos-Dumont
- Georges Brassens a habité au n°42.